# Luis Satorra
Luis Satorra est un footballeur français né le 13 septembre 1969 à Rennes. 1,86m.

## Biographie
Ce défenseur formé à Saint-Brieuc joue à Sedan et Amiens. 
Il est finaliste de la Coupe de France en 1999 avec Sedan.

## Carrière de joueur
- 1994-1997 :  Saint-Brieuc
- 1997-2002 :  CS Sedan-Ardennes
- 2002-2004 :  Amiens SC
- 2005-2007 :  Gallia Club Lunel[1]

## Palmarès
- Vice-Champion de France de National (D3) en 1998 avec le CS Sedan-Ardennes
- Vice-Champion de France de Division 2 en 1999  avec le CS Sedan-Ardennes
- Finaliste de la Coupe de France en 1999 avec le CS Sedan-Ardennes

## Statistiques
- 72 matchs et 2 buts en Division 1
- 200 matchs et 9 buts en Division 2
- 1 matchs en Coupe de l'UEFA
- 4 matchs en Coupe Intertoto